# Skohorn

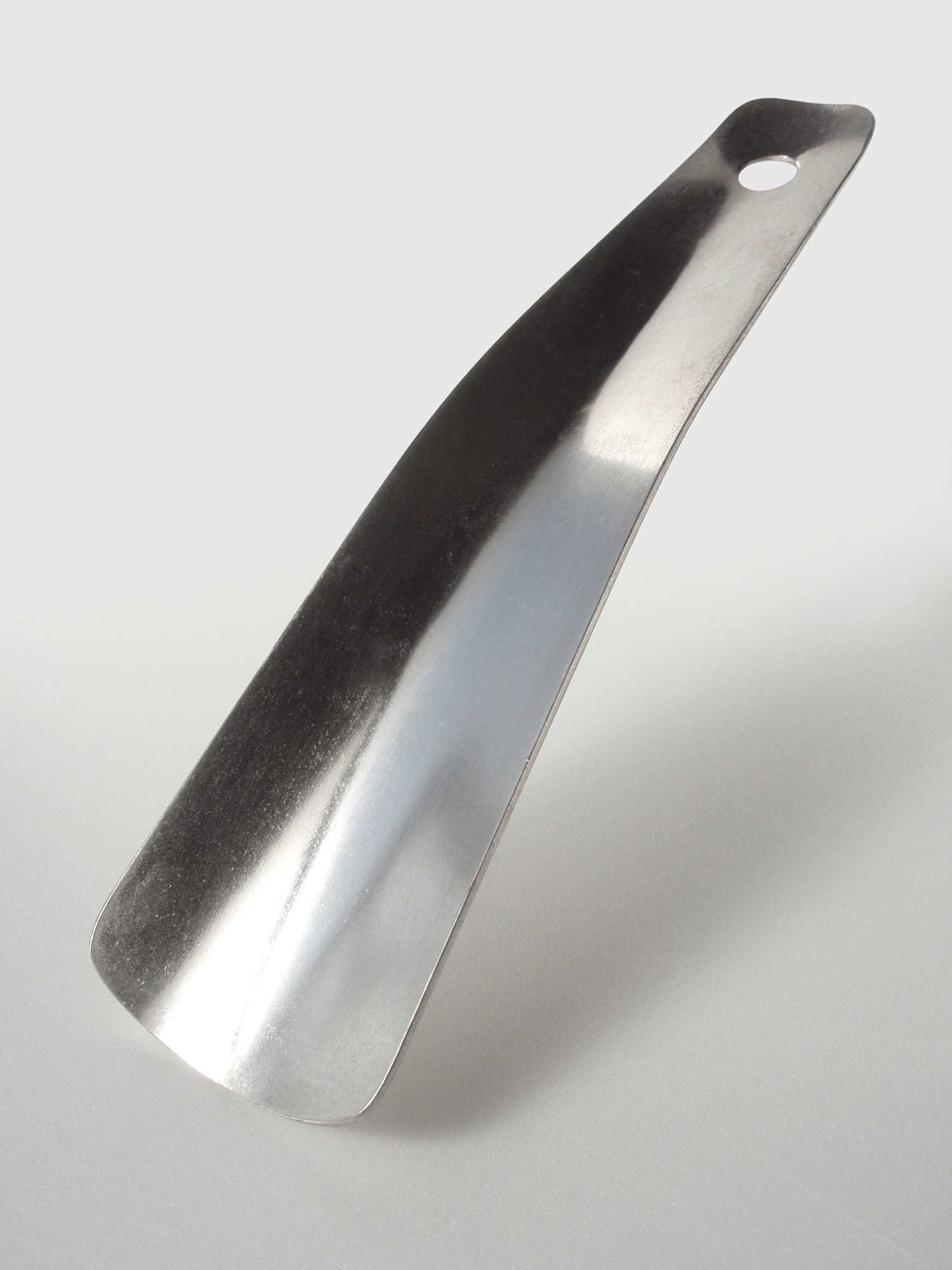
Ett skohorn. Hålet är till för upphängning.

Skohorn är ett hjälpredskap för skopåtagning kupat efter hälens form. Skohornets ursprung är okänt, men det började användas på 1400-talet. Ursprungligen gjordes skohorn av djurhorn, numera är de flesta skohornen tillverkade av metall eller plast
 men även av trä, glas, silver, elfenben. 
Skohorn med långt skaft är ett användbart hjälpmedel för funktionshindrade och andra som har svårt att nå sina fötter, exempelvis äldre eller personer som genomgått höft- eller knäoperationer.
Ordet skohorn är belagt i svenskan sedan 1560.